# Allentown (Pensylwania)
Allentown – miasto w Stanach Zjednoczonych, w hrabstwie Lehigh, w stanie Pensylwania, nad rzeką Lehigh, na północ od Filadelfii. 
Jest siedzibą hrabstwa Lehigh. Jeśli chodzi o zaludnienie, to jest na trzecim miejscu w Pensylwanii, po Filadelfii i Pittsburgh. Według danych z 2021 roku liczy 125,9 tys. mieszkańców, oraz 865,3 tys. w obszarze metropolitalnym, który tworzy razem z miastami Bethlehem i Easton.
Przemysł cementowy, maszynowy, elektrotechniczny oraz hutniczy.
W czasie amerykańskiej wojny o niepodległość centrum produkcji amunicji.
Od 1865 r. w mieście działa uniwersytet.

## Demografia
Według danych spisowych z 2020 roku w Allentown było ponad 68 tys. osób, które określały się jako Latynosi, co stanowiło 54% populacji miasta. Oznacza to, że Allentown ma trzeci co do wielkości odsetek latynoskich mieszkańców spośród wszystkich miast w Pensylwanii o populacji większej niż 10 tysięcy. Allentown wyprzedzają jedynie Reading (69%) i Hazleton (63%). Jednak w obszarze metropolitalnym jedynie co piąty mieszkaniec jest Latynosem, a około połowy z nich to Portorykańczycy. 

## Kościoły i związki wyznaniowe
Według danych z 2020 roku do największych grup religijnych aglomeracji Allentown należały:
- Kościół katolicki – 160,5 tys. członków w 75 parafiach,
- Kościół Ewangelicko-Luterański w Ameryce – 45,2 tys. członków w 102 kościołach,
- lokalne bezdenominacyjne zbory ewangelikalne – 31,8 tys. członków w 77 zborach,
- Zjednoczony Kościół Chrystusa – 25,9 tys. członków w 82 kościołach,
- Zjednoczony Kościół Metodystyczny – 14,1 tys. członków w 48 zborach.

Inne kilkutysięczne społeczności obejmowały malejąco: uświęceniowców (ok. 10 tys.), prezbiterian, świadków Jehowy, zielonoświątkowców, muzułmanów, hinduistów, braci morawskich, baptystów, żydów, episkopalian, prawosławnych chrześcijan i mormonów (3,3 tys.).

## Sport
- Lehigh Valley Phantoms – klub hokeja na lodzie

## Miasta partnerskie
- Ma’alot-Tarszicha, Izrael
- Vinci, Włochy
- Lelów, Polska
- Bethlehem, Stany Zjednoczone
- Easton, Pensylwania, Stany Zjednoczone